# Min vän Percys magiska gymnastikskor
Min vän Percys magiska gymnastikskor är en ungdomsroman av Ulf Stark. Boken skrevs 1991 och gavs ut av Bonnier Carlsen Bokförlag.

## Handling
Ulf är inte den tuffaste eller modigaste killen i Stureby, han lider av plattfothet och är ganska klumpig. En dag börjar Percy i klassen, Percy är Ulfs raka motsats, stor stark och kaxig. Ingen vågar vara med Percy eftersom han slåss och stampar sönder de andra pojkarnas skolmössor så att skärmarna spricker, men Ulf önskar ändå att han kunde vara lite mer som Percy. Av någon anledning fattar de två pojkarna tycke för varandra; men en dag avslöjar Percy hemligheten bakom allt. Det hela handlar om hans magiska gymnastikskor. Ulf är villig att ge vad som helst för att köpa skorna, frågan är bara vilket pris Percy sätter?

## Om boken
Boken är Starks femtonde och är delvis självbiografisk. Berättarjaget har fått författarens förnamn och bor i Starks barndomshem i Stureby i södra Stockholm. Boken har översatts till fem språk och ingår i Bästa Bokvalet, vilket är ett urval av de bästa böckerna som skrivits under den senare delen av 1900-talet.

## Uppföljare
Min vän Percys magiska gymnastikskor har fått två uppföljare: 
- 1995 - Min vän shejken i Stureby
- 2004 - Min vän Percy, Buffalo Bill och jag (med illustrationer av Per Åhlin)

## Filmatisering
1994 blev boken en TV-serie i fyra delar, vilken regisserades av Martin Asphaug.